# Етнос
Е́тнос (від дав.-гр. ἔθνος — «народ») — стійке соціальне угруповання людей, що виникло упродовж тривалого історичного розвитку на певній території, де люди мають власну біологічну складову (раса, спільне походження), мову, культуру, усвідомлення власної єдності та відмінності від інших етносів. Важливі умови формування етносу — спільність мови та території (батьківщини). Але й територіально роз'єднані групи одного етносу можуть тривалий час зберігати свою національну самобутність, яка виражається у звичаях, народному мистецтві, релігії, нормах поведінки, обрядах, специфічних нормах господарського життя тощо. Етнічна самосвідомість завжди поєднується з прагненням етносу до власної соціально-територіальної організації, творення держав. У той самий час, етнічні процеси природно тісно пов'язані з соціально-економічними. Етнос — поняття широке; воно охоплює різні рівні самоорганізації популяцій людей, як-от нації, народності, групи споріднених племен, окремі племена. У сучасному світі нараховують від 3 до 5 тис. різних етносів (на їхнє число значною мірою впливають процеси етнічної консолідації, дивергенції, окультурації та асиміляції.

## Історичний розвиток поняття
Поняття «мова», «плем'я», «народ» (дав.-гр. ἐθνικός; лат. gentes) відноситься до досить давніх понять, створених людством у процесі свого розвитку. В найдавніших письмових документах різних народів, які дійшли до нашого часу — релігійних, історичних і юридичних текстах згадуються різні держави і племена та стосунки між ними. Досить згадати Римську імперію, де, окрім римського права, для іноземців існувало так зване «право народів» (jus gentium), аналог сучасного міжнародного права, яке регулювало відносини з представниками племен, які не входили до складу Римської держави. Саме в античні часи з'являється поняття «язичник» — людина, яка вірить у богів свого племені, на відміну від людей, які вірять у Всевишнього Бога, єдиного для всіх людей, незалежно від племені. Це поняття потім отримало подальший розвиток у християнські часи Середньовіччя. Вживання поняття «етнос» у Західній Європі зменшується після появи християнських держав і пов'язаного з ними поняття «націй» (nationes).
У сучасному науковому розумінні термін вперше був використаний американськими вченими-євгенологами[джерело?]. Згодом закріплений в етнічній антропології, замінивши колоніальну термінологію загальнобщинності. Грецьке ἐθνικός «племінний; народний; язичницький» є похідним від дав.-гр. ἔθνος — «громада; плем'я, народ», етимологічно «група своїх людей».
Нині термін «етнос» став науковим поняттям, котрий не є еквівалентом «демосу» (народу) у значенні специфічної міжпоколінної історико-культурної і природної, усвідомленої людьми спільноти. Частина публіцистів поняття «етнос» вживає як науковий термін для означення всіх історичних типів етнічних спільнот від племен до сучасних націй.
У найширшому розумінні, поняття «етнос» означає весь еволюційний ланцюжок виникнення і становлення етносу. Якнайповніше еволюційний ланцюжок можна зобразити так:
рід → плем'я → союз племен → народність → народ → нація.
Усі ці стадії є історичними типами етнічних спільнот, своєрідні стадії етносу. Нація — результат еволюційного процесу етносу, вінець його еволюції, його закінчене соціо-культурне оформлення у формі свідомого населення окремої держави.
Поняття етносу як категорії, що узагальнює ознаки етнічних спільнот на всіх етапах історії людства, розроблялося переважно в російській, радянській і пострадянській етнографії. У російській етнології термін «етнос» уживається майже в усіх випадках, коли мова йде про народ і націю.

## Етнографічна ієрархія
Розрізняють етнічні (національні) та етнографічні групи (наприклад, в українців — бойки, лемки, гуцули, поліщуки).
Поряд з етносами виділяють над- та субкатегорії:
- метаетноси (метаетнічні спільності) — групи народів, що мають спільні риси культури і спільну самосвідомість;
- субетноси (субетнічні групи) — окремі частини народу, яка виникає внаслідок територіального й культурного відокремлення[3].

### Етнічна група
Етнічна група (мовно-етнічна група) — територіальна частина певного етносу, якій притаманні особливості в культурі, побуті, мові (наявність діалекту, говору, говірки), а також особлива самосвідомість і, звичайно, самоназва.
Термін «етнічна група» часто вживається як синонім термінів «етнічність» та «етнічна ідентичність», «нація», «національна група», «етнічна» та «національна меншина» тощо. Втім, значна частина західних вчених взагалі не вважає за потрібне займатись питаннями визначень. У міжнародному праві терміни «етнічність», «етноси», «етнічна група» та деякі близькі їм — відсутні, замість них вживаються терміни «нація», «народ» та «національна меншина». На думку деяких українських науковців, без таких визначень не завжди зрозуміло, про що конкретно йдеться, тим більш, що за кожним із цих термінів стоять далеко не однакові феномени. Проблема визначення поняття «етнічна група» ускладнюються тим, що колишні радянські вчені зловживали соціологічними категоріями, а західні — психологічними.
За твердженням західних вчених, характерною рисою етнонаціональних груп є те, що, по-перше, у країнах свого проживання, вони, як правило, не мають власної національної державності, а по-друге, «вони мають свою історію (англ. history), але не мають власної історичності (англ. historicity), тобто виявляють себе у сфері культури і не є активними історичними суб'єктами».

### Етнографічна група
Етнографічна група — невелика частина певного етносу, яка територіально відійшла від нього в результаті міграції, але зберегла попередню етнічну свідомість, мову, особливості культури й побуту (наприклад, українці в Казахстані, Канаді тощо).

## Етногенез
Основні умови виникнення етносу, територія і мова, згодом є його основними ознаками. Додатковими умовами складання етнічної спільності можуть служити спільність релігії, близькість компонентів етносу в расовому відношенні або наявність значних метисних (перехідних) груп. При цьому етнос може формуватися і з різномовних елементів, складатися і закріплюватися на різних територіях в процесі міграцій. В умовах ранніх далеких міграцій Homo sapiens з Африки і сучасної глобалізації все більшого значення набувають етноси як культурно-мовні спільноти, що вільно переміщаються по всій території планети.
У ході етногенезу, під впливом особливостей господарської діяльності в певних природних умовах і через інші причини, формуються специфічні для даного етносу риси матеріальної і духовної культури, побуту, групових психологічних характеристик. У членів етносу з'являється загальна самосвідомість, чільне місце в якій посідає уявлення про спільність їх походження. Зовнішнім проявом цієї самосвідомості є наявність спільної самоназви  — етноніма. Сформована етнічна спільність виступає як єдиний соціальний організм, що самовідтворюється шляхом переважно етнічно однорідних шлюбів і передачі новому поколінню мови, культури, традицій, етнічної орієнтації.

### Напрямки еволюції етносів
Об'єднання і злиття етносів є природним еволюційним процесом історичного розвитку, коли одні народи внаслідок кращої організації, згуртування, технологічного, економічного та соціального устрою розвиваються, а інші, менш успішні, занепадають і сходять з історичної арени. В усіх колишніх імперіях в галузі національної політики акцент робився на процеси зближення та уніфікації різних етносів, етнічного злиття усіх підкорених народів у єдину націю.
Навпаки, російський етнолог та історик Л. М. Гумільов розглядав етнос не як соціальну, проте як природну категорію, а утворення і згасання етносів пов'язував з явищем пасіонарності — руху біохімічної енергії живої речовини. Тому він відстоював ідеї неможливості зближення та злиття націй, бо різні екологічні ніші об'єктивно визначають виникнення різних етносів. Саме у мозаїчності культурно-етнічної структури людства його внутрішня системна стійкість до негативних зовнішніх чинників і процесів деградації та загального занепаду людства.

## Дослідження
Етнологія — гуманітарна наука, що вивчає загальні закони існування і розвитку етносів.
Етнографія — гуманітарна наука, що описує етноси, їхні особливості. Термін є запозиченням із західноєвропейських мов; нім. Ethnographie, фр. ethnographie утворено з основи грец. ἔθνος «плем'я, народ» і компонента -γράφια, вживаного тільки в складних іменниках і пов'язаного з грецьким γράφω «пишу».
При всіх розходженнях концепції етносу мають низку спільних недоліків. Опора на поняття, обсяг яких сам собою є предметом дискусії (мова, культура, територія), робить побудову теорії і самого визначення етносу вкрай ускладненим. Поняття етносу відбиває повною мірою лише властивості етнічних спільнот індустріальної епохи — націй. Стосовно донаціональних стадій розвитку, з характерними для них культурно-лінгвістичною варіативністю і позаетнічними формами самосвідомості, поняття етносу виявилося непродуктивним (наприклад, категорія «народність»).
У західній соціально-культурній антропології поняття етносу уживається порівняно рідко, а питання побудови його теорії не вважається актуальним. Уживанішим є поняття «етнічність», що відбиває приналежність до певної нації або етнічної групи. Дотепер зберігає свою значимість дане Максом Вебером визначення етнічної групи: це така група, члени якої «мають суб'єктивну віру в своє спільне походження через схожість фізичного вигляду або звичаїв, або того й другого разом, або ж через спільну пам'ять про колонізацію і міграцію». Важливу роль у створенні теоретичної основи для вивчення етнічності відіграли роботи норвезького вченого Ф. Барта з проблеми співвідношення етнічних і соціальних границь. Барт звернув увагу, що характеристики, використовувані для визначення етнічних груп, не можуть зводитися до суми культурного матеріалу, що міститься в межах етнічних кордонів. Етнічні групи (або етноси) визначаються насамперед за тим характеристиками, що самі члени групи вважають для себе значимими і які лежать в основі самосвідомості.

### Методологічні підходи
Різноманітні підходи до розуміння етнічного походження були використані різними вченими, які намагалися зрозуміти природу етнічної приналежності як важливого фактора в житті людини і суспільства. Прикладами таких підходів є: примордіалізм, есенціалізм, конструктивізм, модернізм і інструменталізм.

#### Примордіалізм
Прихильники примордіалізму відстоюють ідею про те, що етнос і нація існували з давніх-давен. Суть цієї теорії викладена у працях англійського етнолога Ентоні Сміта, американця Гуннара Нільсена, радянських учених Юлія Бромлея та Льва Гумільова. У межах примордіалістського підходу виділяють два головних напрямки: еволюційно-історичний та соціобіологічний.
Основи еволюційно-історичного підходу в теорії етносу були закладені в 1920-х роках російським емігрантом С. М. Широкогоровим. Він розглядав етнос як основну форму існування локальних груп людства, а основними ознаками його вважав «єдність походження, звичаїв, мови й укладу життя». У 1960-1980-ті концепція Широкогорова була розвинута радянськими етнографами. Найпослідовнішою стала дуалістична теорія Ю. В. Бромлея, в якій значне місце займала деталізована класифікація етнічних процесів — змін етносу, проінтерпретована щодо різних епох прогресу людства. Бромлей пропонував розрізняти:
- Етнікоси (етнос у вузькому значенні слова) як сукупності людей, об'єднаних спільною мовою, культурою і самосвідомістю.
- Етносоціальні організми (етнос у широкому значенні слова) як етнос, сполучені з територіально-політичними спільнотами. Які являють собою самостійні макроодиниці суспільного розвитку. У залежності від приналежності до певної суспільно-економічної формації етносоціальні організми виступають у формі племені, народності (рабовласницької або феодальної), нації (буржуазної або соціалістичної).

У роботах представників іншого теоретичного напряму С. О. Арутюнова і М. М. Чебоксарова етнос розглянутий у контексті теорії комунікації. Етноси представлялися як ареали підвищеної щільності інформації. Особлива увага була звернута на міжпоколінну трансляцію інформації, що забезпечує наступність і стабільність етнічної системи в часі. Стадіальні типи етнічних спільнот — племена, народності і нації розглядалися як три різних типи інформаційної щільності. Концепція Арутюнова і Чебоксарова стала найпродуктивнішим в інструментальному і прикладному відношенні варіантом теорії етносу.
Послідовно немарксистський соціобіологічний підхід до феномену етносу відрізняє роботи Гумільова. У них етноси представлені як елементи етносфери — особливої біосоціальної реальності, що розвивається за своїми унікальними законами. Етнос, за Гумільовим, може перебувати в «персистентному» (циклічному) і «динамічному» стані. Перехід в останній обумовлений свого роду мутаціями — пасіонарними поштовхами. За Гумільовим, етнос народжується, проходить ряд стадій розвитку, і, подібно живому організмові, помирає. Завдяки відвертому нонконформізмові концепція Гумільова набула надзвичайну популярність, особливо за межами професійної аудиторії.
Прихильниками такого підходу є більшість українських вчених[джерело?] (історик Ярослав Дашкевич). Вони розглядають етнос як своєрідний історико-біологічний феномен, що ґрунтується на неусвідомленій, «природній», афективній прив'язаності людей до свого народу, а виникнення нації пов'язують із певним етапом у розвитку етносу.

#### Есенціалізм
Есенціалістичний примордіалізм може розглядатись як самостійний методологічний підхід. Він стверджує, що етнічна приналежність є апріорним фактом людського існування. Ця теорія розглядає етнічні групи як природне угрупування, а не тільки як історичне. Вона також розглядає проблеми, пов'язаних з наслідками змішаних шлюбів, міграцій та колонізацій у сучасному світі.

#### Конструктивізм
Конструктивізм представляє етнос як конструкт, який створюється за допомогою інтелектуального впливу окремих особистостей (культурних і владних еліт). Аргументація конструктивістів заснована на широкому спектрі фактів штучного створення і впровадження етнічних традицій. Одним із найвідоміших представників конструктивістського підходу до розуміння етносу і нації є англійський науковець Ернст Ґелнер. Бенедикт Андерсон висловив ідею, що етноси являють собою символічні ресурси, що дозволяють спільноті існувати, в той час як «члени навіть найменшої нації ніколи не знатимуть більшості своїх побратимів по нації, не матимуть змоги зустрічатися з ними або навіть чути про них, проте в той час як в умах кожного з них живе образ їхньої спільності».

#### Модернізм
Модерністичний напрям підтримує ідею виникнення поняття «етнос» з появою національних держав, починаючи з раннього сучасного періоду. Прихильники цієї теорії, такі як Ерік Гобсбаум, стверджують, що етнічна приналежність і уявлення про національну гордість, такі як націоналізм, є чисто сучасні винаходи, що з'явилися тільки в сучасний період світової історії. Вони вважають, що до цього етнічна однорідність не вважалося ідеальним і необхідним фактором в створенні великих соціальних груп.

#### Інструменталізм
В інструменталізмі етнічність визнається інструментом, за допомогою якого люди досягають тих чи інших цілей. Етнічна ідентичність, як вважають інструменталісти, — це ситуативна роль, її свідомий вибір, який робить людина або група осіб для досягнення політичної влади або цілей економічного характеру. Основними представниками цієї теорії є Д. Белл, Г. Вулпе, Н. Глейзер, Д. Мойніхен. У західній етнологічної літературі інструменталізм часто називають «ситуаціонізмом», оскільки прихильники цієї концепції розглядають етнічність як продукт впливу соціальної ситуації. У межах інструменталістського підходу виділяють два головних напрямки: елітарний та економічний.

## Етнічна картина світу

### Європа
Близько половини європейських держав належать до моноетнічних, де близько 90 % усього населення складає основна національність. Більшість сучасних етносів Європи сформувалися як нації до середини ХІХ століття. За підрахунками 87 різних народів (770 млн осіб) утворюють етнічну картину континенту, 33 народи з яких мають власну державу і є національною більшістю в ній. 105 млн європейців (14 % наявного населення) репрезентують національні меншини у власних державах. Ряд європейських країн, Франція, Швейцарія, не збирають статистичної інформації про етнічну приналежність власного населення.
На континенті живуть переважно представники індоєвропейської сім'ї, при цьому в центральній частині і на півночі живуть німецькі; на півдні і заході — романські, відособлено від основного ареалу на сході проживають румуни і молдовани; на сході і частково півдні — слов'янські; на півночі фіно-угорські народи, з обособленим ареалом (угорці) в центральній частині. Представники тюркської групи алтайської сім'ї (турки) зосереджені в європейській частині Туреччини і в деяких інших країнах південного сходу. У північній частині Піренейського півострова (Іспанія) та частково у сусідніх регіонах Франції проживають баски, нащадки прадавнього населення Європи, що розмовляють власною ізольованою мовою. У Росії проживає понад 185 етнічних груп, що становлять 20 % населення країни, більшість з яких живуть в азійській частині. Найчисельніший народ в Росії після росіян — татари (3,8 % наявного населення). Особливе місце в етнічному складі регіону займають німецькі євреї та роми, кочівний народ індоарійської групи індоєвропейської сім'ї.

Лінгвістична карта Європи
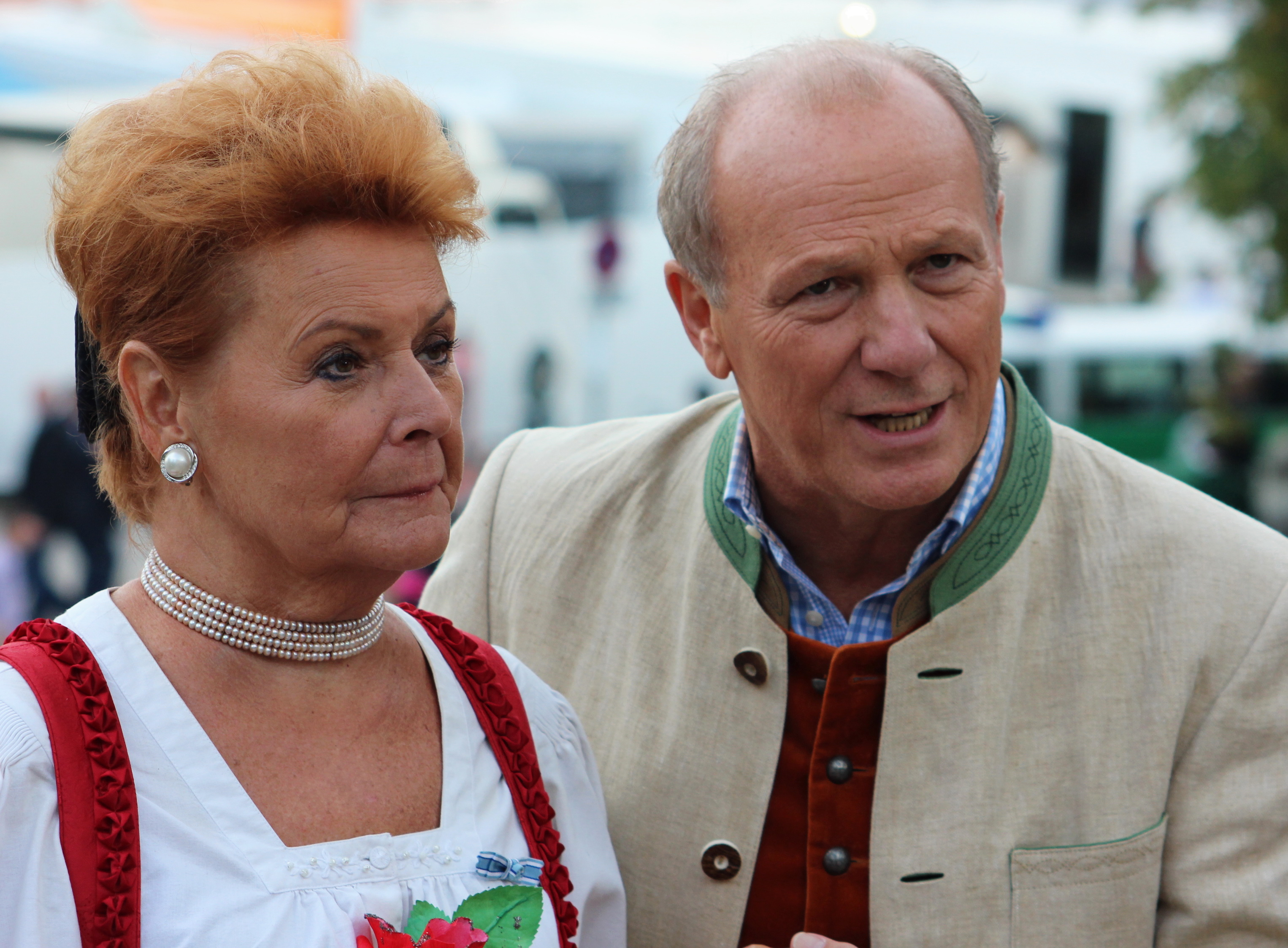
Німці
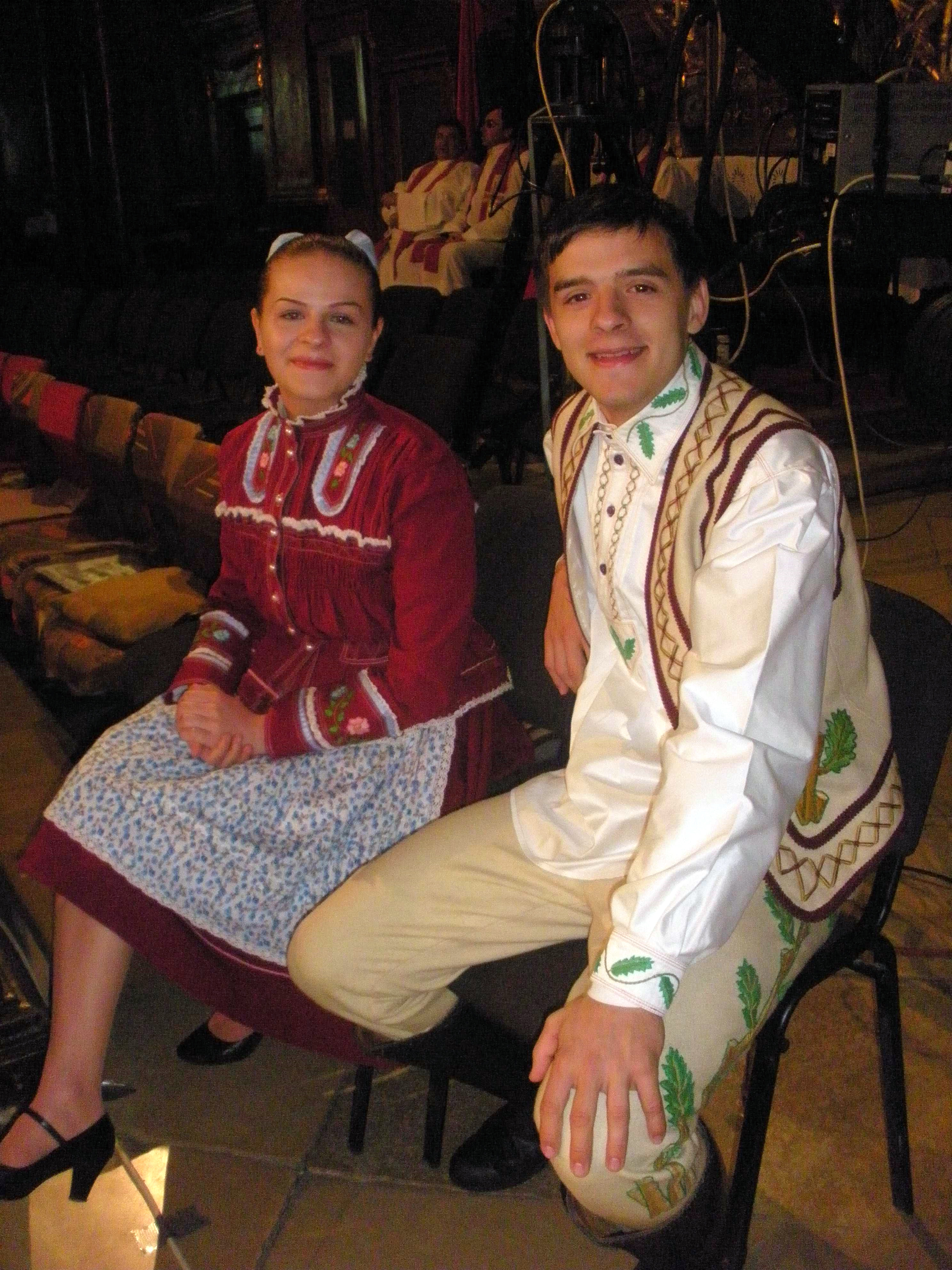
Слов’яни
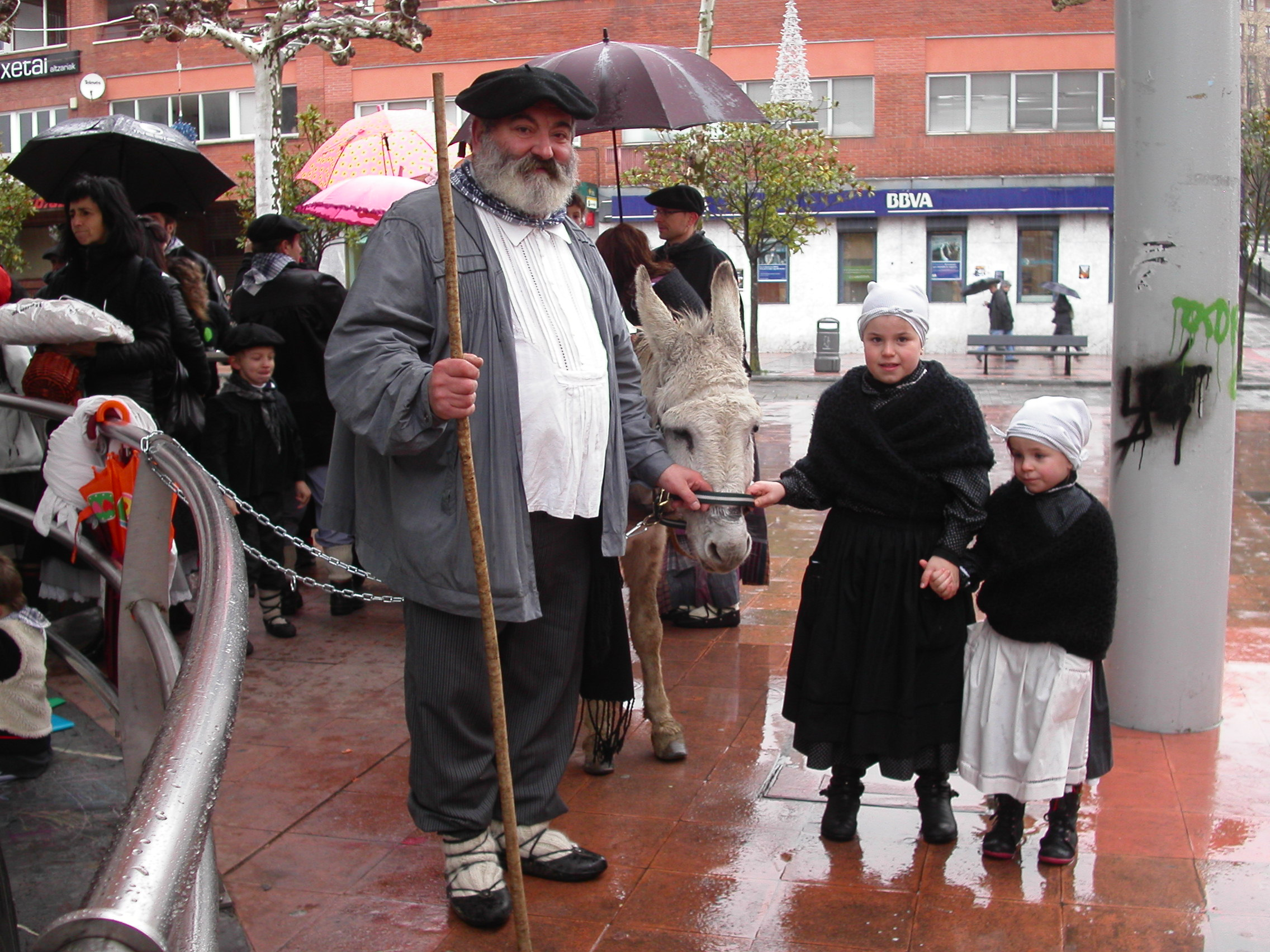
Баски
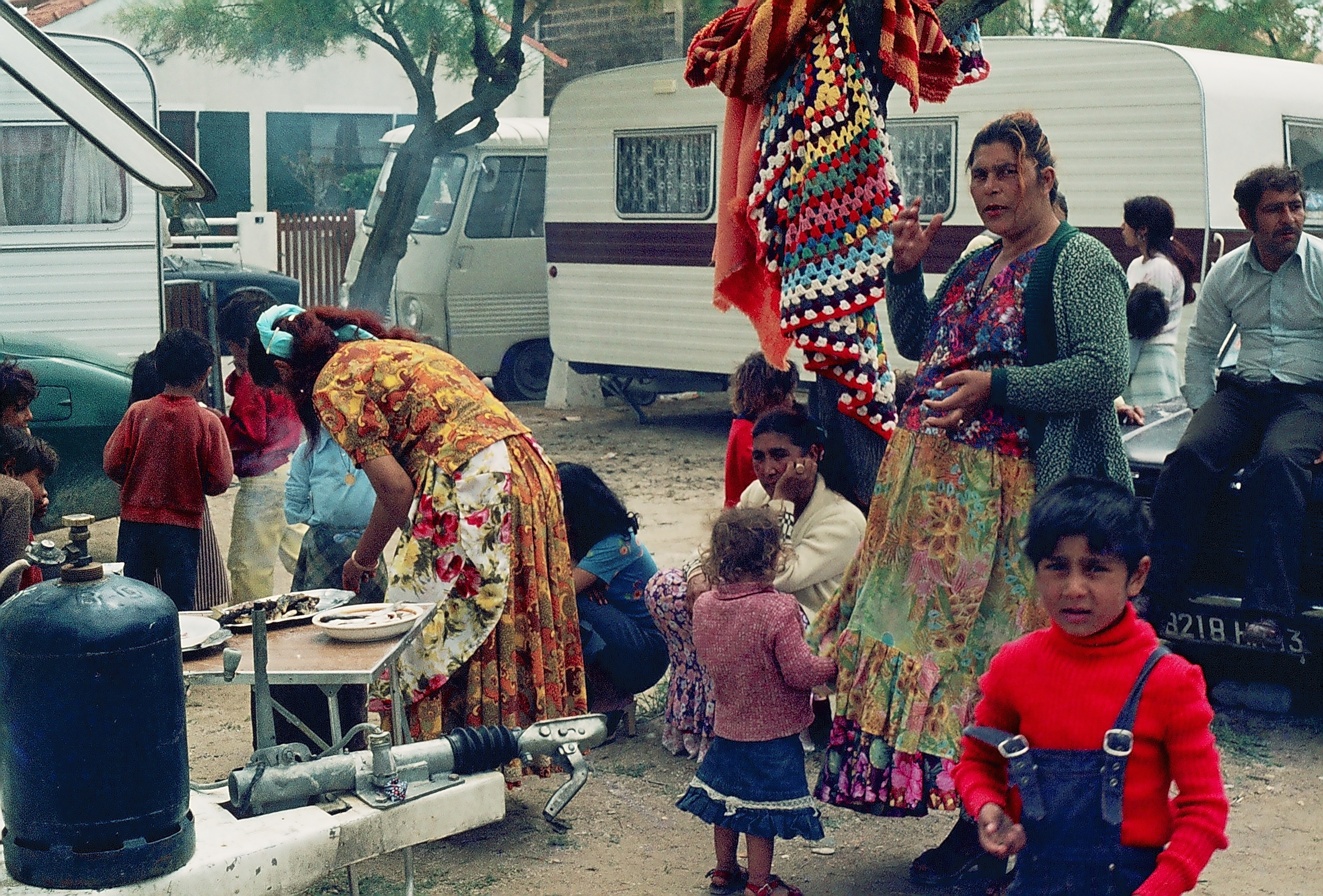
Роми

### Азія
Етнічну картину Азії утворює приблизно 1000 народів, що говорять мовами різних мовних сімей, знаходяться на різних стадіях етнічного розвитку, істотно різняться чисельністю, найбільших етносів, чисельністю понад 100 млн осіб, до окремих щезаючих народів. Народи континенту пристосувались до різноманітних кліматичних зон, від полярних до тропічних, природних умов, гір, пустель, лук та лісів. Більшість азійських держав — багатонаціональні. За національним складом країни континенту поділяються на:
- моноетнічні — основний етнос складає більше 95 % населення держави (Японія, Корея, Бангладеш, більшість арабських країн);
- країни, де основний етнос складає 70-95 % (В'єтнам, Камбоджа, Сирія, Туреччина);
- країни, де основний етнос складає близько 50 % (Афганістан, Іран, Лаос, Пакистан, Малайзія);
- багатонаціональні країни, без значного чисельного переважання якогось одного етносу над іншими (Індія, Індонезія, Філіппіни).

Південно-Західна Азія є досить строкатою етнічною територією, своєрідний міст між народами Європи, Азії та Африки, через який в давнину людство розпочало своє розселення з африканського континенту. Тут, на Близькому Сході, простежуються 3 історичні етнічні нашарування: древні іранські й романські народи, вірмени; древньофракійські племена; тюркські народи. На півночі, в Росії, проживає понад 185 етнічних груп, що становлять 20 % населення країни, більшість з яких живуть в азійській частині — корінні народи Сибіру. У Південній Азії проживають одні з найчисельніших етносів світу індоарійської групи індоєвропейської сім'ї (гінді, бенгальці, маратхі) та дравідійської сім'ї (таміли, телугу). Південно-Східна Азія представлена етносами паратайської, австроазійської, австронезійскої сім'ями. Етноси Східної Азії відносяться до сино-тибетської та алтайської сім'ї.

### Африка
На континенті налічується більше 6 тис. різноманітних етнічних груп від великих націй з чисельність понад 100 млн, до невеличких груп, більше схожих на плем'я (кілька сотень або десятків чоловік). В Африці співіснують як осілі землеробські етноси, так і племена мисливців-збирачів, що зберігають найархаїчні форми соціальних відносин. Багато народів знаходяться на різних щаблях культурного розвитку, на різних стадіях розвитку етнічних спільнот, особливо в тропічній частині. Етносоціальні процеси останніх десятиліть стимулювали там бурхливий процес формування етнічної свідомості, консолідації та інтеграції, зміцнення самосвідомості).
За лінгвістичними ознаками усі вони групуються в семіто-хамітську (північ), індоєвропейську (південь і спорадично в інших частинах), койсанську (південь), нігеро-кордофанську (захід, центр і південь), австронезійську (Мадагаскар) й ніло-сахарську мовні сім'ї (Східний Судан). Найбільші етнічні групи:
- Північна Африка — єгиптяни (91 млн осіб), копти (15 млн осіб), бербери (30 млн осіб).
- Західна Африка — йоруба (40 млн осіб), хауса (35 млн осіб), ігбо (32 млн осіб), манді (30 млн осіб), акан (20 млн осіб), фульбе (20 млн осіб).
- Центральна Африка — люби (15 млн осіб), монго (15 млн осіб), канури (10 млн осіб).
- Східна Африка — оромо (30 млн осіб), амхара (25 млн осіб), сомалі (16-19 млн осіб), тигре (10 млн осіб), афар (5 млн осіб).
- Південна Африка — зулу (10 млн осіб), сото (6,5 млн осіб).

### Америка
Етнічна карта Америки відносно молода за віком і сформована за рахунок міграцій, що відбувались від початку Доби великих географічних відкриттів (XVI-XIX століття). За винятком індіанських народів, які представлені 7 мовними сім'ями, жоден етнос на американських континентах не є автохтонним. Етнічний склад регіону дуже змішаний і представлений майже всіма сім'ями народів світу. Більшість країн нині багатонаціональні, в структурі населення яких виділяються чотири типові групи: основний етнос, дуже нечисленні корінні народи, перехідні народи різних форм расової та етнічної метисації, національні меншини. Лише два етноси, американці та бразильці, мають чисельністю більшу за 100 млн осіб, у майбутньому цей поріг переступлять також мексиканці.

### Антарктида
Антарктида залишається останнім континентом без постійного населення. Причини цього: віддаленість від головних центрів розселення людства; суворі кліматичні умови; покровний льодовик; міжнародні домовленості (Антарктичний договір).

### Українською
- Етнос [Архівовано 27 серпня 2019 у Wayback Machine.] //  // Словник української мови : у 20 т. / НАН України, Український мовно-інформаційний фонд. — К. : Наукова думка, 2010—2022..
- Етнос // Етнічність: енциклопедичний довідник / В. Б. Євтух; Нац. пед. ун-т імені М. П. Драгоманова, Центр етноглобалістики. — К.: Фенікс, 2012. — С. 127—134.
- Етнос // Філософський енциклопедичний словник / В. І. Шинкарук (гол. редкол.) та ін ; Інститут філософії імені Григорія Сковороди НАН України. — Київ : Абрис, 2002. — 742 с. — 1000 екз. — ББК 87я2. — ISBN 966-531-128-X.
- Валерій Капелюшний. Етнос // Історія в термінах і поняттях. Довідник / Київський національний університет імені Тараса Шевченка. Історічний факультет. — Шидловський П. С., Синиця Є. В., Гладких М. І., Самойленко Л. Г. та ін. / За заг. ред. д-ра іст. наук, проф. Т. В. Орлової. — Київ, 2014. — С. 312—313. — ISBN 978-966-2911-60-2
- Бацевич Ф. С. Етнос // Словник термінів міжкультурної комунікації. — К. : Довіра, 2007. — 205 с. — ISBN 978-966-507-211-9.
- Розділ 2. Етнос та етнонаціональна група §4. Етнічна група // Вступ до етнополітології : науково-навчальний посібник. — К., 1999. — 300 с.
- Євтух В. Етносу теорії // Політична енциклопедія / Редкол. : Ю. Левенець (голова), Ю. Шаповал (заст. голови) та ін. — К. : Парламентське видавництво, 2011. — 248 с. — ISBN 978-966-611-818-2.
- Економічна і соціальна географія країн світу. Навчальний посібник / За ред. Кузика С. П. — Л. : Світ, 2002. — 672 с. — ISBN 966-603-178-7.
- В.Т.Куєвда, В.М.Лєтцев, В. Ф Литовський, А.М.Маслюк, Ю.Т.Рождєственський, В.В.Турбан, М.-Л.А.Чепа, В.В.Шусть. Історико-психологічна реконструкція психологічної думки в етнокультурному просторі України : монографія. — Кіровоград, 2012. — 258 с. — ISBN 978-966-189-135-6.
- Танчин І. З. Методологічні підходи до вивчення етнічних спільнот // Соціологія: Навч. посіб. для студентів ВНЗ, аспірантів, викладачів. — 3-тє вид., перероб. і доп. — К., 2008. — 351 с. — ISBN 978-966-346-479-4.
- Кармазіна, Марія (2015). Між історією і політикою / М.С. Кармазіна. – К.: ІПіЕНД ім. І. Ф. Кураса НАН України, 2015. – 560. ISBN 978-966-02-7606-2.

### Англійською
- (англ.) Benedict Anderson. Imagined Communities: Reflections on the Origin and Spread of Nationalism. — The Third Edition. — London - New York : Verso, 2006. — ISBN 978-1-84467-484-8.
- (нім.) Christoph Pan, Beate Sibylle Pfeil. Minderheitenrechte in Europa. Handbuch der europäischen Volksgruppen. — 2002.
- (англ.) Gellner, Ernest. Nations and Nationalism. — Oxford : Blackwell, 1983.
- (англ.) Gellner, Ernest. Nationalism. — London : Weidenfeld & Nicolson, 1997.
- (англ.) Smith, Anthony D. Myths and memories of the Nation. — Oxford : Oxford University Press, 1999.

### Російською
- (рос.) Барбаришин, Максим. Современные социологические подходы в изучении этничности // Социально-гуманитарные знания. — 2005. — № 4. — С. 167-181.
- (рос.) Бромлей Ю. В. Очерки теории этноса. — М., 1983.
- (рос.) Зеленин Д. К. Восточнославянская этнография. — М., 1991.
- (рос.) Лурье С. В. Историческая этнология : Учебное пособие для вузов. — М., 1998.
- (рос.) Хрисанфонова Е. Н., Перевозчиков И. В. Антропология. — М., 1991.
- (рос.) Чебоксаров Н. Н., Чебоксарова И. А. Народы, расы, культуры. — М., 1971.